# کتی ام. اوبراین
کیتی ام. اوبرایان (به انگلیسی: Katy M. O'Brian) یک بازیگر اهل ایالات متحده آمریکا است.
اوبرایان در ۱۲ فوریه ۱۹۸۹ در ایندیاناپلیس، ایندیانا به دنیا آمد و سه برادر بزرگتر دارد. او از قومیت‌های مختلط، با اجداد آفریقایی-آمریکایی و اروپایی-آمریکایی است. اوبرایان در پنج سالگی شروع به مطالعه هنرهای رزمی کرد و در سن نه سالگی کمربند قهوه‌ای خود را در کاراته به دست آورد. او در دوران جوانی در برنامه‌های ورزشی متعدد و همچنین در برنامه‌های موسیقی به عنوان نوازنده سازهای کوبه‌ای شرکت کرد. در سال ۲۰۱۶، اوبرایان به لس آنجلس نقل مکان کرد تا حرفه‌ای را در سینما و تلویزیون دنبال کند.
مدت کوتاهی پس از نقل مکان به لس آنجلس در سال ۲۰۱۶، اوبرایان با شریک زندگی خود، کایلی چی، در یک مجموعه پروژه فیلم دانشجویی آشنا شد. این زوج در لس آنجلس با هم زندگی می‌کنند و در ژوئیه ۲۰۲۰ ازدواج کردند.

## فیلم‌شناسی

### سینما
- دختر شیرین (۲۰۲۱)
- مرد مورچه‌ای و زنبورک: شیدایی کوانتومی (۲۰۲۲)
- عشق دروغ خونین (۲۰۲۴)
- گردبادها (۲۰۲۴)
- مأموریت: غیرممکن-روزشمار نهایی (۲۰۲۵)
- مرد فراری (۲۰۲۵)
- ملکه‌های مردگان (۲۰۲۶)

### تلویزیون
- مردگان متحرک
- چگونه از مجازات قتل فرار کنیم
- مأموران شیلد
- مندلورین
- وست‌ورلد